# 異邦人系列
《異邦人系列》是紀伊Kanna創作的日本BL漫畫系列作品。第一部作品《海邊的異邦人》（L'étranger de la Plage）在2013年至2014年間在兩月刊《On BLUE》上連載，並已在2014年7月25日發行單行本，第二部作品《春風的異邦人》（L'étranger du Zéphyr）則在2014年7月開始在《On BLUE》上連載，目前已發刊5卷單行本。2020年9月11日，由雲雀工作室製作的《海邊的異邦人》劇場版在日本上映。

## 劇情

### 海邊的異邦人
橋本駿是一位住在沖繩的同性戀小說家，某一天他遇到在母親去世後與親戚同住的孤兒高中生知花實央，但實央對其的接近表示非常反感，也因此令駿想起自己的父母在發現其性取向後與他疏遠一事。兩人後來的關係越發親密，但不久之後實央向駿坦白自己將搬到城市居住，並承諾會保持聯絡。
三年後，實央突然搬回沖繩，後隨即向駿表白。駿認為兩人的愛情會剝奪實央的「正常生活」，因此感到非常內疚，並選擇疏遠這位小他七歲的追求者。與此同時，駿的青梅竹馬兼前未婚妻櫻子來到沖繩，希望說服前者回去故鄉北海道，以探望其病重的父親。駿不從，並堅持要與實央在一起，但後者卻勸說前者返回北海道與家人和解。意識到實央對自己的愛意不假，並從他的話語中得知真相後，駿決定歸鄉，並邀請實央陪伴他。

### 春風的異邦人
在實央的陪同下，駿時隔多年回到自己在北海道的家，並在櫻子的調解下與其父親重修舊好，同時也發現父母在他不在時領養了其弟弟——小他20歲的文。後來實央搬進橋本家，令駿的父親和文需要時間接受他們已成伴侶的事實。在文的學校家長日期間，駿重遇自己的高中同班同學兼初戀和田，並結識到他的妻子米子和女兒千穗。
春天時，駿發表了自己的第一部小說，並隨即因自己身為同性戀作家得到大眾媒體的關注。五年後，駿在事業如日中天時停止寫作，成為家裡蹲，並由實央照顧。與此同時，文進入反叛期，並向一直愛慕著的櫻子表白，但遭到拒絕。

## 登場人物
橋本駿（聲：村田太志、櫻井優輝（幼少期））
來自北海道函館市的小說家，被父母發現其同性戀取向後自行斷絕與他們之間的關係，並搬到沖繩與叔母同住，後來因為父親身體不好而回到老家。
遇到實央後對他產生好感，但卻因為覺得實央永遠無法理解作為同志的感受而不願訴說自己的想法和與他約會，即使被他熱烈追求仍不為所動，後來被打動後成為戀人。
知花實央（聲：松岡禎丞、鳴海龍明（幼少期））
雙性戀飛特族，自少失去父親，在母親過世後短暫搬往沖繩居住，並在期間遇到駿。
最初非常討厭駿的態度，但後來墜入愛河，並在三年後回到沖繩時對他展開激烈的追求，以更好了解駿的憂慮，後來正式成為戀人，並隨他一起回到老家同住。
櫻子（聲：嶋村侑）
駿的青梅竹馬，自高中便知道他是同志。
在雙方父母的撮合下成為駿的未婚妻，直至他於婚禮上出櫃才結束這段關係，但仍深愛著駿。
繪理（聲：藤村歩（廣播劇）、伊藤加奈惠（劇場版））
曾與駿和其叔母住在一起的女性，後為了與其女友鈴同居而搬走。
鈴（聲：仲谷明香）
繪理的伴侶，任職老師。
橋本文（聲：渡邊久美子（廣播劇））
駿的弟弟。橋本夫婦在駿離家後，自孤兒院領養。
喜歡櫻子，也因如此極力否認駿與實央之間的關係，後來承認了這個現實。
和田（聲：熊谷健太郎（劇場版））
駿的高中同學，已婚。
女兒千穗是米子與前夫所生。
和田米子
和田的妻子，律師。再嫁和田。駿的書迷。

## 單行本
《海邊的異邦人》是由紀伊Kanna撰寫和繪畫的漫畫，同時也是她的出道作，並在2013年至2014年間在《On BLUE》上連載。漫畫的單行本在2014年7月25日由祥傳社發行，而其英文版則以「The Stranger by the Beach」的名義公開發售。《海邊的異邦人》的續作《春風的異邦人》，其在2014年7月25日開始在《On BLUE》上連載，並已經由祥傳社之手發行了4本單行本。
2016年8月26日，《海邊的異邦人》被改編成廣播劇CD，並由村田太志和松岡禎丞分別聲演駿和實央。安利美特之後曾對外限時發售《海邊的異邦人》的獨家訪談CD。而完整版的第1卷廣播劇則在2017年10月7日發行。

### 海邊的異邦人
| 卷數 | 祥傳社        | 祥傳社                 | 東立出版社    | 東立出版社             |
| 卷數 | 發售日期      | ISBN                   | 發售日期      | ISBN                   |
| ---- | ------------- | ---------------------- | ------------- | ---------------------- |
| 全   | 2014年7月25日 | ISBN 978-4-3967-8348-8 | 2015年4月29日 | ISBN 978-986-382-487-9 |

### 春風的異邦人
| 卷數 | 祥傳社            | 祥傳社                 | 東立出版社    | 東立出版社             |
| 卷數 | 發售日期          | ISBN                   | 發售日期      | ISBN                   |
| ---- | ----------------- | ---------------------- | ------------- | ---------------------- |
| 1    | 2015年7月25日     | ISBN 978-4-396-78364-8 | 2016年3月9日  | ISBN 978-986-462-619-9 |
| 2    | 2016年7月25日     | ISBN 978-4-396-78388-4 | 2017年4月21日 | ISBN 978-986-462-620-5 |
| 3    | 2017年7月25日     | ISBN 978-4-396-78420-1 | 2018年9月5日  | ISBN 978-986-486-669-4 |
| 4    | 2020年8月25日     | ISBN 978-4-8000-0720-9 | 2021年7月28日 | ISBN 978-9-5726-5725-6 |
| 5    | 2022年10月25日    | ISBN 978-4-3967-8552-9 | 2024年6月12日 | ISBN 978-6-2634-7490-1 |
| 6    | 2025年8月25日預定 | ISBN 978-4-3967-8609-0 | 待公布        | 待公布                 |

## 劇場版動畫
2019年10月25日，富士電視台宣佈他們將會製作《海邊的異邦人》的劇場版，並作為Yaoi動畫廠牌Blue Lynx的一部分於2020年9月11日上映。劇場版將由雲雀工作室操刀，並由大橋明代執導，曾經是動畫師的原作者紀伊Kanna則會負責監修和人物設計。劇場版《海邊的異邦人》的發行商由松竹擔任，窪田實菜為此作的配樂，而主題曲則是MONO NO AWARE的。
台灣方面，《海邊的異邦人》由采昌國際多媒體代理，並定在2020年11月13日上映。
港澳方面，《海邊的異邦人》由新映影片代理，原定在2020年12月3日上映，後因應香港戲院關閉而延期。之後在2021年1月25日宣布於2月在澳門戀愛·電影館率先上映。

### 工作人員
參考資料：
- 原作：紀伊Kanna《海邊的異邦人》
- 導演、編劇、分鏡：大橋明代
- 人物設計、監修：紀伊Kanna
- 總作畫指導：渡邊真由美（日语：渡辺真由美）
- 特效作畫指導：橋本敬史（日语：橋本敬史）
- 美術指導：空閑由美子（STUDIOじゃっく）
- 色彩設計：柳澤久美子
- 攝影指導：美濃部朋子
- 編集：坂本雅紀（森田編集室）
- 音樂：窪田實菜（日语：窪田ミナ）
- 音樂製作：松竹出版
- 音效指導：藤田亞紀子（日语：藤田亜紀子）
- 音響效果：森川永子
- 錄音調整：林淑恭
- 音響製作：HALF H・P STUDIO（日语：HALF H・P STUDIO）
- 動畫製作：雲雀工作室
- 出版商：松竹ODS事業室
- 製作：海邊的異邦人製作委員會

### 主題曲
主唱：MONO NO AWARE（SPACE SHOWER MUSIC）

## 評價
2014年，在對日本全國400家書店的470名員工進行的調查中，《海邊的異邦人》位列於Yaoi漫畫推薦榜單的第5位。談到紀伊Kanna作為動畫師的經歷時，《這本漫畫真厲害！》的粟生梢讚揚她使用對比色、人物遠景與特寫以及「善辯地勾畫角色內心」的技巧。
《春風的異邦人》於首週發行時賣出1,7457本，位居在Oricon漫畫銷售榜的第48位。粟生梢表示漫畫的第一卷極具表現力，是一部反映出每個角色之間的複雜情感的「大師之作」，並形容駿和實央一同前往北海道的情節真實得令她感到暖心。

## 外部連結
- 《海邊的異邦人》官方網站 （日語）
- 《春風的異邦人》官方網站 （日語）
- 《海邊的異邦人》劇場版動畫官方網站 （日語）
- 異邦人系列的X（前Twitter） （日語）